# Lesuboten
Lesuboten ist ein osttimoresischer Ort im Suco Lahomea (Verwaltungsamt Maliana, Gemeinde Bobonaro). Die kleine Siedlung liegt auf einem Hügel im nördlichen Zentrum der Aldeia Lahomea, auf einer Meereshöhe von 494 m. Durch Lesuboten führt die Überlandstraße von der Gemeindehauptstadt Maliana zum Ort Bobonaro. Nordwestlich schließt sich an der Straße das Dorf Lesubotang an Lesuboten an, südöstlich ist der nächste Ort die Siedlung Raedolen.